# 張彥葶
張彥葶（1999年9月30日—），台灣女子羽球選手。畢業於雲林縣私立東南國民中學和高雄市立高雄高級中學，就讀臺北市立大學。

## 簡歷
2017年8月，張彥葶出戰懷卡托羽毛球國際賽，與盧震合作打進混合雙打比賽四強。

## 主要比賽成績
| 年份   | 賽事               | 公開賽級別 | 項目     | 搭檔   | 成績   |
| ------ | ------------------ | ---------- | -------- | ------ | ------ |
| 2017年 | 懷卡托羽毛球國際賽 | 國際系列賽 | 混合雙打 | 盧震   | 準決賽 |
| 2017年 | 雪梨羽毛球國際賽   | 國際系列賽 | 女子雙打 | 曾郁棋 | 準決賽 |

| 2007-2017年 | 首要超級賽 | 超級賽 | 黃金大獎賽 | 大獎賽 | 國際挑戰賽 | 國際系列賽 | 未來系列賽 | 其他 |

| 2018-2026年 | 總決賽 | 超級1000賽 | 超級750賽 | 超級500賽 | 超級300賽 | 超級100賽 | 國際挑戰賽 | 國際系列賽 | 未來系列賽 | 其他 |